# Juan Pablo Orlandi
Juan Pablo Orlandi (Mendoza, 20 giugno 1983) è un ex rugbista a 15 argentino, nel ruolo di pilone.

## Biografia
Si formò nel Marista di Mendoza e, dopo aver militato anche nella selezione provinciale di Cuyo, si trasferì in Italia nel 2005 per giocare con il Brescia.
L'anno successivo fu a Rovigo in Super 10; dopo tre anni in Italia divenne giocatore di interesse per la F.I.R. che gli propose di rappresentare la maglia azzurra, ma Orlandi preferì optare per l'Argentina con cui, nel 2008, disputò la Churchill Cup.
L'esordio in Nazionale maggiore giunse a novembre 2008, durante il tour europeo dei sudamericani che affrontarono nell'ordine Francia, Italia e Irlanda.
Nel 2009 passò al Racing Métro 92 di Parigi, in cui rimase quattro campionati per poi migrare in Inghilterra al Bath ma, dopo una sola stagione, fu al Newcastle, sempre in English Premiership.
Rimasto senza squadra a fine contratto nel giugno 2015, e con le sue ultime presenze internazionali risalenti a più di un anno e mezzo addietro, Orlandi fu chiamato a sorpresa dal C.T. argentino Daniel Hourcade per sostituire nella rosa di convocati alla Coppa del Mondo di rugby 2015 il pilone titolare Matías Díaz; fu precauzionalmente messo a riposo per due mesi, rimasto precauzionalmente a riposo per problemi cardiaci.
Dopo la Coppa, in cui l'Argentina giunse al quarto posto finale, Orlandi trovò anche un nuovo ingaggio in Europa presso i francesi del Pau a partire da gennaio 2016.